# Усатово (Саратовская область)
Усатово — село Краснокутского района Саратовской области. Административный центр Усатовского сельского поселения.
Основано в 1855 году как немецкая колония Экгейм
Население — 1004 (2010)

## История
Село было образовано в 1855 году выходцами из колоний Усть-Кулалинка (Галка), Крестовый Буерак (Мюллер), Верхняя Грязнуха (Крафт), Щербаковка (Мюльберг), Буйдаков Буерак (Шваб), Нижняя Добринка, Верхняя Кулалинка (Гольштейн), Россоши (Францозен), Лесной Карамыш (Гримм).
Являлось волостным село Нижне-Ерусланской волости Новоузенского уезда Самарской губернии С 1865 года действовал лютеранский приход. Имелся молельный дом. Часть жителей составляли баптисты. В 1869 году открыта школа. После 1915 года получила название Скатовка. Затем переименовано в Усатово.
В период существования Республики немцев Поволжья село входило в Краснокутский кантон, с 1935 — в Экгеймский кантон, центр Экгеймского сельсовета.
В период голода в Поволжье в селе родилось 92, умерли 157 человека.
В 1927 году постановлением ВЦИК «Об изменениях в административном делении Автономной С. С. Р. Немцев Поволжья и о присвоении немецким селениям прежних наименований, существовавших до 1914 года» селу Усатово Красно-Кутского кантона было возвращено название Экгейм.
В сентябре 1941 года немецкое население было депортировано. После ликвидации АССР немцев Поволжья село, как и другие населённые пункты Экгеймского кантона включено в состав Саратовской области. Впоследствии вновь переименовано в Усатово.

## Физико-географическая характеристика
Село расположено в Низком Заволжье, в пределах Сыртовой равнины, относящейся к Восточно-Европейской равнине, на реке реки Еруслан (при впадении реки Солянка). Рельеф — полого-увалистый. Почвы каштановые.
По автомобильным дорогам расстояние до районного центра города Красный Кут — 23 км, до областного центра города Саратов — 150 км.
Климат
Климат умеренный континентальный (согласно классификации климатов Кёппена — Dfa). Среднегодовая температура воздуха положительная и составляет + 6,8 °C. Средняя температура января — 10,1 °С, июля + 23,3 °С. Многолетняя норма осадков — 376 мм. В течение года количество выпадающих осадков распределено относительно равномерно: наименьшее количество осадков выпадает в марте (20 мм), наибольшее — в июне (41 мм).
Часовой пояс
Усатово, как и вся Саратовская область, находится в часовой зоне МСК+1. Смещение применяемого времени относительно UTC составляет +4:00.

## Население
Динамика численности населения по годам:
| 1859 | 1872 | 1889 | 1897 | 1905 | 1910 | 1920 | 1922 | 1926 | 1931 | 1987  | 2002 |
| ---- | ---- | ---- | ---- | ---- | ---- | ---- | ---- | ---- | ---- | ----- | ---- |
| 832  | 931  | 970  | 1339 | 2137 | 2321 | 1831 | 1367 | 1565 | 1863 | ≈1100 | 998  |

| 2002 | 2010  |
| ---- | ----- |
| 998  | ↗1004 |

Национальный состав
Согласно результатам переписи 2002 года большинство населения составляли русские (66 %). В 1931 году немцы составляли свыше 98 % населения села (1841 и 1863)

## Инфраструктура
В селе имеются средняя образовательная школа, дом культуры, библиотека, детский сад, отделение связи, магазины